# Anthony Carrigan
Anthony Carrigan (Boston, 2 gennaio 1983) è un attore statunitense.

## Vita privata
Anthony Carrigan soffre di alopecia areata fin dall'età di tre anni.

## Filmografia parziale

### Attore

#### Cinema
- The Undying, regia di Steven Peros (2009)
- Snowpiercer, regia di Bong Joon-ho (2013)
- Satanic, regia di Jeffrey G. Hunt (2016)
- Un padre (Parenthood), regia Paul Weitz (2021)
- McVeigh, regia di Mike Ott (2024)
- Death of a Unicorn, regia di Alex Scharfman (2025)
- Superman, regia di James Gunn (2025) - Rex Mason / Metamorpho

#### Televisione
- Law & Order: Criminal Intent – serie TV, episodio 7x19 (2008)
- Long Island Confidential, regia di Guy Norman Bee – film TV (2008)
- The Forgotten – serie TV, 17 episodi (2009-2010)
- Parenthood – serie TV, 5 episodi (2011)
- Hand of God, regia di Joseph Pettinati – film TV (2012)
- Vincere/Perdere (Over/Under), regia di Bronwen Hughes – film TV (2013)
- Gotham – serie TV, 20 episodi (2014-2019) – Victor Zsasz
- The Flash – serie TV, episodi 1x03-1x22 (2014-2015) - Kyle Nimbus / The Mist
- The Blacklist – serie TV, episodio 3x12 (2016)
- Barry – serie TV, 32 episodi (2018-2023)
- Twisted Metal – serie TV, 12 episodi (2025)

### Doppiatore

#### Cinema
- Dolcetto o scherzetto Scooby-Doo! (Trick or Treat Scooby-Doo!), regia di Audie Harrison (2022)

#### Televisione
- Capitano Fall (Captain Fall) - serie animata, 10 episodi (2023)

## Doppiatori italiani
Nelle versioni in italiano delle opere in cui ha recitato, Anthony Carrigan è stato doppiato da: 
- Riccardo Scarafoni in The Flash, Gotham, Superman
- Edoardo Stoppacciaro in Un padre
- Fabrizio De Flaviis in The Forgotten
- Alessandro Quarta in The Blacklist
- Stefano Macchi in Barry
- Davide Perino in Death of a Unicorn